# Lucky Man (Lied)
Lucky Man ist ein Prog-Rock-Song der britischen Band Emerson, Lake and Palmer, der 1970 auf dem Album Emerson, Lake & Palmer erschien. Das Stück enthält eines der frühesten Beispiele eines Moog-Synthesizer-Solos und ist einer der bekanntesten Titel der Gruppe.

## Hintergrund
Das Lied wurde von Greg Lake geschrieben. Es handelt von einem Mann, der alles hat, aber dessen Reichtum ihn nicht davor bewahren kann, in einem Krieg zu fallen. In einem Interview sagte Lake zur Entstehung des Songs:

“I did write Lucky Man when I was 12. My mum bought me a guitar … and I learned the first four chords that were D, G, A minor and E minor and with those chords I wrote Lucky Man.”

„Ich habe Lucky Man geschrieben als ich zwölf war. Meine Mutter kaufte mir eine Gitarre … und ich lernte die ersten vier Akkorde, D, G, a-Moll und e-Moll, und mit diesen Akkorden schrieb ich Lucky Man.“

Im Gegensatz zu den anderen Songs auf dem Album ist Lucky Man eine Ballade, die von der akustischen Gitarre geprägt wird – mit einem Moog-Synthesizer-Solo von Keith Emerson am Ende des Stücks.
Lucky Man wurde 1970 als Single veröffentlicht und erreichte die Top 20 in den Niederlanden und die Charts in Kanada und den Vereinigten Staaten, wo es Platz 48 der Billboard Hot 100 erreichte. Auch eine Wiederveröffentlichung im Jahr 1973 gelangte in die US-Charts.

## Musiker der Originalaufnahme
- Keith Emerson: Moog-Synthesizer
- Greg Lake: Elektrische und akustische Gitarre, Violoncello, Bass, Gesang
- Carl Palmer: Schlagzeug, Perkussion